# 모뿔덮개근
모뿔덮개근(aryepiglottic muscle, aryepiglotticus muscle) 또는 피열후두개근(披裂喉頭蓋筋)은 후두의 자체기원근육 중 하나이다.
모뿔덮개근은 모뿔연골의 근육돌기에서 시작하여 모뿔덮개주름과 후두덮개의 가쪽 경계에 닿는다. 미주신경에서 갈라져 나오는 되돌이후두신경의 종말가지인 아래후두신경이 모뿔덮개근에 분포한다. 모뿔덮개근이 작용하면 모뿔연골을 모으며 후두어귀의 조임근 역할을 한다.

## 추가 이미지

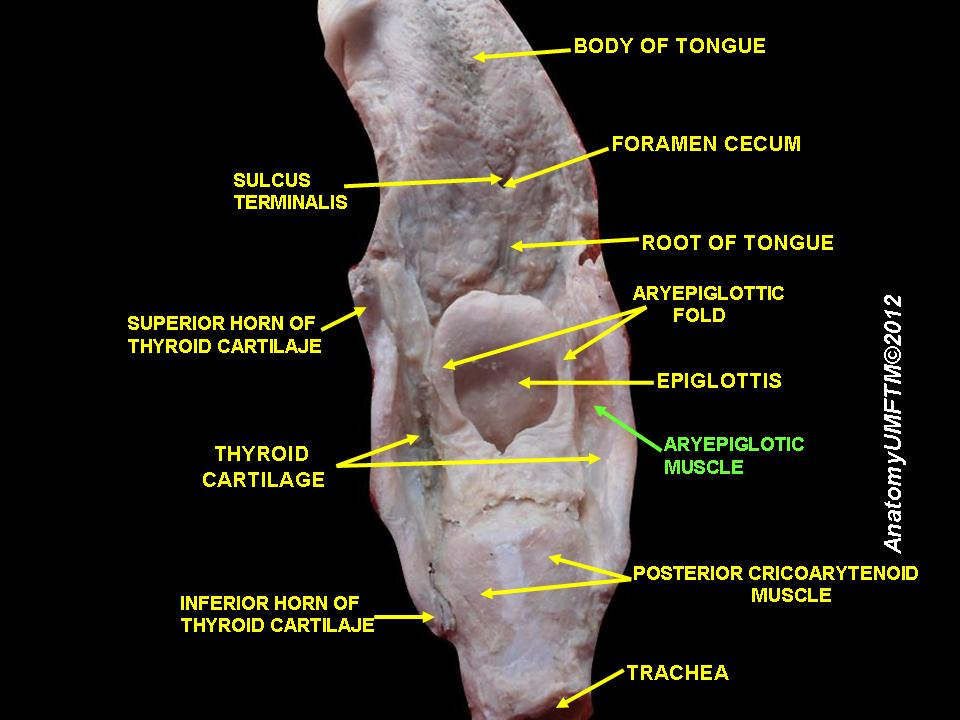
모뿔덮개근